# Oystron
Oystron è un videogioco di tipo sparatutto a schermata fissa pubblicato per la console Atari 2600 nel 1997, anni dopo la fine della vita commerciale della console.

## Modalità di gioco
Il giocatore controlla un'astronave posta sul lato sinistro dello schermo, e i nemici attaccano da destra. Sparare alle ostriche spaziali rivela una perla, con la quale deve collidere per poterla trasportare alla sicura "zona perla" sul lato sinistro della schermata. Contemporaneamente, i nemici tenteranno di rubare le perle. Raccogliere otto perle farà guadagnare al giocatore una bomba, potente arma aggiuntiva al fuoco ordinario.
Alla fine di ogni livello bisognerà affrontare un boss chiamato "Oystron". Può essere sconfitto piazzando una bomba sul suo cammino, o aspettando finché non si trasforma in un'ostrica spaziale. In seguito si accede ad una fase in cui la nave viaggia ad alta velocità e bisogna evitare la collisione con ostacoli e nemici, completata la quale si accede al livello successivo. Ad inizio partita il giocatore ha quattro navi a disposizione, e ne guadagna una nuova ogni 4000 punti.

## Sviluppo
Creato da Piero Cavina, è uno dei primi giochi homebrew per l'Atari 2600. È stato pubblicato nel 1997 da XYPE, un gruppo indipendente di programmatori di videogiochi Atari.
Inizialmente distribuito come freeware per l'uso con emulatori, successivamente cominciò ad essere venduto su cartucce.

## Accoglienza
Simon Carless nel suo libro del 2005 Gaming Hacks: 100 Industrial-Strength Tips & Tools lo definì uno dei cinque migliori giochi homebrew per Atari 2600. Ha ricevuto un voto "B+" da The Video Game Critic, che l'ha descritto come un gioco «molto impegnativo» e che richiede una «sottile strategia».
Nel 2003 è stato inserito nella versione per Game Boy Advance della compilation Activision Anthology.